# Leucomalthe bomba
Leucomalthe bomba är en svampdjursart som beskrevs av Ernst Haeckel 1872. Leucomalthe bomba ingår i släktet Leucomalthe, ordningen Clathrinida, klassen kalksvampar, fylumet svampdjur och riket djur.
Artens utbredningsområde är havet kring Fiji. Inga underarter finns listade i Catalogue of Life.